# Poliopia
Se denomina poliopía o diplopía monocular a una alteración de la visión que consiste en la percepción múltiple de un mismo objeto consecuente a una lesión del sistema nervioso o del sistema visual.